# Завражје
Завражје (рус. Завражье) село је у Костроматској области у Русији. У селу је рођен редитељ и сценариста Андреј Тарковски.
На попису из 2002. село је имало 434 становника, док је 2010. имало 474. а 2014. 545 становника.

## Култура
- Дом културе Завражни, Советскаја, 9
- Црква Рођења Пресвете Богородице
- Црква Силаска Светог Духа (капела)
- Кућа-музеј Андреја Тарковског, ул. Школна, 9